# عيسى أيوب
عيسى أيوب (1946 – 2002) شاعر ومؤلف مسرحي سوري ولد في بلدة الحواش في 10 آذار/مارس سنة 1946، حاصل على اجازة في اللغة العربية من جامعة دمشق. عضو اتحاد الكتاب العرب، عضو اتحاد الصحفيين العرب، عضو جمعية المؤلفين والملحنين الدولية. كتب حوالي 2500 أغنية لكبار المطربين العرب منها يا دنيا لوديع الصافي، يا نهر الشام لسميرة سعيد، من يوم ولدنا يا بلدنا لفهد بلان، وطن الشمس لفؤاد غازي. له 12 ديوان شعر بالفصحى والعامية ترجمت قصائد من دواوينه إلى اللغة الإيطالية، وله دراسات تربوية وتراثية ومقالات في الأغنية قديمها وحديثها. وقد أعد برامج تلفزيونية للأطفال لمدة ثلاثين عاماً متواصلة، وألف برامج منوعات ومسلسلات غنائية، كما ترأس تحرير مجلة الطليعي. حاز عيسى أيوب على العديد من الجوائز منها الجائزة العالمية لأغنية الطفل في مهرجان النقود الذهبية في إيطاليا (ويكيبيديا الإيطالية) [الإيطالية]، جائزة المسرح في سورية، جائزة أغنية الأطفال في مهرجان القاهرة. توفي عيسى أيوب عن عمر يناهز 56 عاما بعد صراع مرير مع مرض سرطان المعدة.